# Karl Max von Hellingrath
Karl Max Ferdinand Maria Freiherr von Hellingrath (* 2. Januar 1905 in Landau in der Pfalz; † 7. Mai 1977 in München) war ein deutscher Jurist. Von 1945 bis 1954 war er Präsident der Bayerischen Staatsbank.

## Werdegang
Er war Sohn des späteren bayrischen Kriegsministers Philipp von Hellingrath. Von Hellingrath studierte nach dem Abitur 1923 am Wilhelmsgymnasium München Rechtswissenschaften in Erlangen und München und legte dort die Staatsprüfung ab. 1926 wurde er mit dem Thema „Sowjetstaat. Entwicklung und rechtliche Struktur Sowjet-Rußlands (USSR)“ promoviert. In München schloss er sich der katholischen Studentenverbindung Rheno-Bavaria an. Später heiratete von Hellingrath Maria Johanna geb. Freiin von Puthon und ging in den bayerischen Staatsdienst. Im Juli 1936 wurde Hellingrath als Ministerialdirektor Mitglied des Aufsichtsrats der Junkers Flugzeug- und Motorenwerke AG. Dort repräsentierte er den deutschen Staat als Anteilseigner.
1945 wurde von Hellingrath Präsident der Bayerischen Staatsbank, ließ sein Amt jedoch zeitweilig ruhen, da sein Entnazifizierungsverfahren noch nicht abgeschlossen war. Als an Stelle der Reichsbankanstalten in Deutschland Landeszentralbanken nach amerikanischem Vorbild gegründet werden sollten, bewirkte Hellingrath in Bayern die Beibehaltung des alten Systems, das eine „doppelte Funktion als Hausbank des bayerischen Staates und als Bank der privaten Wirtschaft“ vorsah. 1951 wurde er in den BMW-Aufsichtsrat berufen. Am 30. Juni 1954 legte er sein Amt als Staatsbank-Präsident nieder, da der Bayrische Landtag – gegen seine Empfehlung – die Anstellungsverträge des Vorstandes auf privatwirtschaftliche Basis umgestellt hatte. Sein Nachfolger wurde Alfred Jamin. Von 1954 bis 1955 war von Hellingrath  persönlich haftender Gesellschafter bei der Berliner Handelsgesellschaft in Frankfurt am Main.
Hellingrath galt immer – auch international – als bestens vernetzt. 1964 wurde ihm der Bayerische Verdienstorden verliehen. Er war Vater einer Tochter.

## Veröffentlichungen
- Karl Max von Hellingrath: Der Sowjetstaat. Entwicklung u. rechtl. Struktur Sowjet-Rußlands (U.S.S.R.) Ebering, München 1930